# Pasquotank County
Pasquotank County ist ein County im Bundesstaat North Carolina der Vereinigten Staaten. Der Verwaltungssitz (County Seat) ist Elizabeth City, das nach der Ehefrau von Adam Tooley benannt wurde, der das Land für den Ort gestiftet hat.

## Geographie
Das County liegt im Nordosten von North Carolina, ist im Osten etwa 35 km von Atlantik, im Norden etwa 10 km von Virginia entfernt und hat eine Fläche von 750 Quadratkilometern, wovon 588 Quadratkilometer Wasserfläche sind. Es grenzt im Uhrzeigersinn an folgende Countys: Camden County, Perquimans County und Gates County.

## Geschichte
Pasquotank County wurde 1670 gebildet und nach einem Stamm der Algonquin benannt.

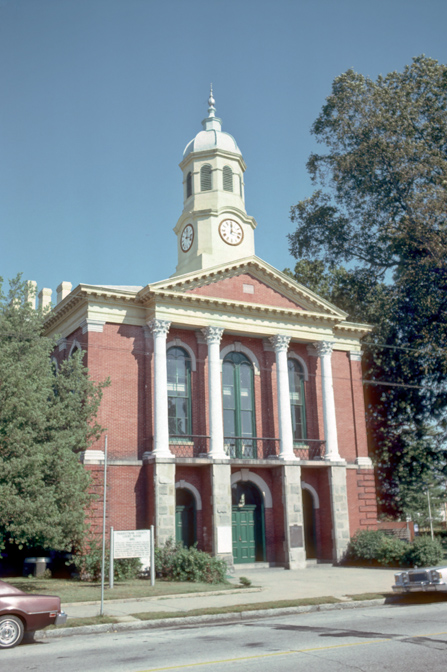
Das Pasquotank County Courthouse im Elizabeth City Historic District. Der Historic District ist einer von zwölf Einträgen des Countys im National Register of Historic Places.

Zwölf Bauwerke und Stätten des Countys sind insgesamt im National Register of Historic Places eingetragen (Stand 11. März 2018).

## Demografische Daten
Nach der Volkszählung im Jahr 2000 lebten im Pasquotank County 34.897 Menschen in 12.907 Haushalten und 9.099 Familien. Die Bevölkerungsdichte betrug 59 Einwohner pro Quadratkilometer. Ethnisch betrachtet setzte sich die Bevölkerung zusammen aus 56,93 Prozent Weißen, 40,05 Prozent Afroamerikanern, 0,37 Prozent amerikanischen Ureinwohnern, 0,86 Prozent Asiaten, 0,04 Prozent Bewohnern aus dem pazifischen Inselraum und 0,49 Prozent aus anderen ethnischen Gruppen; 1,26 Prozent stammten von zwei oder mehr Ethnien ab. 1,23 Prozent der Bevölkerung waren spanischer oder lateinamerikanischer Abstammung.
Von den 12.907 Haushalten hatten 33,4 Prozent Kinder unter 18 Jahren, die bei ihnen lebten. 50,4 Prozent davon waren verheiratete, zusammenlebende Paare, 16,3 Prozent waren allein erziehende Mütter und 29,5 Prozent waren keine Familien. 25,4 Prozent waren Singlehaushalte und in 11,4 Prozent lebten Menschen mit 65 Jahren oder älter. Die Durchschnittshaushaltsgröße betrug 2,52 und die durchschnittliche Familiengröße war 3,01 Personen.
24,9 Prozent der Bevölkerung waren unter 18 Jahre alt. 11,3 Prozent zwischen 18 und 24 Jahre, 28,4 Prozent zwischen 25 und 44 Jahre, 21,3 Prozent zwischen 45 und 64, und 14,1 Prozent waren 65 Jahre alt oder Älter. Das Durchschnittsalter betrug 36 Jahre. Auf alle weibliche Personen kamen 93,8 männliche Personen. Auf alle Frauen im Alter von 18 Jahren oder darüber kamen 90,1 Männer.
Das jährliche Durchschnittseinkommen eines Haushalts betrug 30.444 $ und das jährliche Durchschnittseinkommen einer Familie betrug 36.402 $. Männer hatten ein durchschnittliches Einkommen von 30.072 $ gegenüber den Frauen mit 21.652 $. Das Prokopfeinkommen betrug 14.815 $. 18,4 Prozent der Bevölkerung und 15,5 Prozent der Familien lebten unterhalb der Armutsgrenze. 25,5 Prozent von ihnen sind Kinder und Jugendliche unter 18 Jahre und 17,9 Prozent sind 65 Jahre oder älter.